# Distrito de Kamo (Gifu)
El distrito de Kamo (加茂郡 Kamo-gun?) es un distrito localizado en la prefectura de Gifu, Japón. En octubre de 2019 tenía una población estimada de 47 113 habitantes y una densidad de población de 76,6 personas por km². Su área total es de 615,1 km².

## Localidades
- Hichisō
- Higashishirakawa
- Kawabe
- Sakahogi
- Shirakawa
- Tomika
- Yaotsu